# Lagorchestes asomatus
A lebre-wallaby-do-lago-Mackay (Lagorchestes asomatus), também conhecida como Kuluwarri, é uma espécie extinta de macrópode, anteriormente encontrada na Austrália central. Muito pouco se conhece sobre ela.
A lebre-wallaby-do-lago-Mackay é conhecida apenas por um único espécime coletado em 1932 entre o Monte Farewell e o Lago Mackay na Austrália. Apenas o crânio está disponível e esta é toda a evidência que os cientistas atualmente possuem.